# Ctenotus allotropis
Ctenotus allotropis este o specie de șopârle din genul Ctenotus, familia Scincidae, descrisă de Storr 1981. A fost clasificată de IUCN ca specie cu risc scăzut. Conform Catalogue of Life specia Ctenotus allotropis nu are subspecii cunoscute.